# Norraca sabulosa
Norraca sabulosa är en fjärilsart som beskrevs av Sergius G. Kiriakoff 1962. Norraca sabulosa ingår i släktet Norraca och familjen tandspinnare. Inga underarter finns listade i Catalogue of Life.